# مورثات المقاومة
مورثات المقاومة (R-Genes) هي مورثات في جينوم النبات تنقل مقاومة النبات للمرض ضد الممرضات من خلال إنتاج بروتينات المقاومة (R). وتتألف الفئة الرئيسية لمورثات المقاومة من مجال مرتبط بالنيوكليوتيدات (NB) ومجال التكرار الغني باللوسين (LRR) ويشار إليها غالبًا باسم مورثات المقاومة (NB-LRR). وبوجه عام، يتم ربط مجال الارتباط بالنيوكليوتيدات (NB) من خلال ثلاثي فوسفات الأدينوسين أو ثلاثي فسفات الغوانوزين. وغالبًا ما يرد مجال التكرار الغني باللوسين (LRR) في تفاعلات البروتين-البروتين بالإضافة إلى روابط الجينات. ومن الممكن أن تخضع مورثات المقاومة NB-LRR لمزيد من التقسيم يتضمن مستقبل 1 إنترلوكين (TIR-NB-LRR) واللفيفات الملفوفة (CC-NB-LRR). 

تتضمن آليات نقل المقاومة:
- تفاعل بروتين المقاومة (R) بشكل مباشر مع منتج المورثات غير الممرضة (مورث ذي مقاومة) للممرضات (انظر علاقة جين بجين).
- حماية بروتين المقاومة لبروتينٍ آخر يمكنه اكتشاف التدرك الذي يحدثه مورث غير ممرض (انظر فرضية الوقاية).
- إمكانية اكتشاف بروتين المقاومة لنمط جزيئي مرتبط بالممرض أو (يطلق عليه أيضًا MAMP للنمط الجزيئي المرتبط بالميكروب).
- تشفير بروتين المقاومة لـإنزيمات قد تؤدي إلى تدرّك التوكسين الناتج عن الممرض.

وبمجرد اكتشاف بروتين المقاومة وجود ممرض، يتمكن النبات من تكوين دفاعاته ضد الممرض. ونظرًا لأن مورثات المقاومة تقدم مقاومة ضد أنواع محددة من الممرضات، فمن الممكن نقل مورث مقاومة من نبات لآخر، ومنح أحد النباتات مقاومة لممرض معين.